# George Shoobridge Carr
George Shoobridge Carr (* 14. Mai 1837 in Teignmouth; † 29. August 1914) war ein britischer Mathematiker und Schachspieler.

## Leben
Sein Vater war Richard Carr. Er erhielt seine akademische Ausbildung zunächst auf Jersey sowie am University College London. Anschließend war er in London als Privatlehrer tätig, unter anderem für Studenten der University of Cambridge zur Vorbereitung auf ihre mathematischen Tripos-Prüfungen. 1858 gehörte er zu jenen Schachspielern, gegen die der US-Amerikaner Paul Morphy – damals als weltbester Spieler geltend – während seiner ausgedehnten Europareise antrat. Carr verlor in Birmingham mit den schwarzen Steinen in 23 Zügen. Im Alter von beinahe 40 Jahren immatrikulierte er sich im Januar 1876 schließlich selbst für ein Grundstudium an der Universität von Cambridge. Er studierte am dortigen Gonville and Caius College und schloss 1880 seine Triposes als 12th Senior Optime ab – also mit durchschnittlichen Ergebnissen. 1883 erfolgte die Graduierung zum Master. 
Sein 1880 erstmals verlegtes Buch A Synopsis of Elementary Results in Pure and Applied Mathematics beeinflusste maßgeblich die wissenschaftliche Reifung des indischen Wunderkindes Srinivasa Ramanujan. Ein Freund hatte es dem damals 15-Jährigen 1903 aus der Bibliothek des Government College in Kumbakonam ausgeliehen. 1896 gab Carr zudem die Schrift Social Evolution and the Evolution of Socialism. A Critical Essay heraus.